# Lorca y Granada en los Jardines del Generalife
Lorca y Granada en los Jardines del Generalife es un festival que rinde homenaje a la figura y la obra de Federico García Lorca. Su programación consiste en la puesta en escena de un único espectáculo, durante la segunda quincena de julio y el mes de agosto, en un número variable de funciones, en torno a treinta. Habitualmente son estrenos absolutos que aúnan danza, flamenco y otras disciplinas escénicas. 
Se celebra en Granada, en el recinto monumental de la Alhambra y el Generalife.
En 2013 se le concedió el Premio Prestigio Turístico de Granada en la categoría “Mejor espectáculo turístico”.

## Historia
El programa nació en 2002 con el objetivo de dotar a la ciudad de una gran propuesta cultural para unas fechas estivales en las que la actividad cultural de impulso público descendía tras la finalización de la edición correspondiente del Festival Internacional de Música y Danza.
Fue la Junta de Andalucía, por medio de la Agencia Andaluza de Instituciones Culturales y el Patronato de la Alhambra y el Generalife (pertenecientes a la Consejería de Turismo, Cultura y Deporte) la impulsora de este evento. El pleno convencimiento de que un espectáculo de primer nivel artístico y técnico inspirado en la figura de García Lorca y el conocimiento que universalmente se tiene de su obra, junto a todo lo que evoca el mundo de la danza y el flamenco, en un espacio escénico único como el que ofrece el Generalife, constituiría un atractivo de primer orden tanto para el espectador local como para el foráneo.

## Programa
El programa se inauguró en el Teatro del Generalife el 19 de julio de 2002 con la reposición de Bodas de Sangre de Antonio Gades. Las obras de remodelación de este espacio escénico llevaron a celebrar las ediciones correspondientes a los años 2004 y 2005 en el Palacio de Carlos V.
Desde 2013, la programación alterna una producción del Ballet Flamenco de Andalucía con otra de procedencia privada seleccionada mediante concurso público.
Por sus tablas han pasado artistas como Cristina Hoyos, Manuel Liñán, Rafaela Carrasco, Belén Maya, Curro Albaicín, Juan Andrés Maya, Diego Llori, Blanca Li,  Carmen Linares, Andrés Marín, Eva Yerbabuena, Rubén Olmo, Pastora Galván, Antonio Canales, Fuensanta La Moneta, Javier Latorre, Lola Greco, José Enrique Morente, Rafael Amargo, Mayte Martín, Loles León,, Adrián Galia, Arcángel, Marina Heredia, Farruquito y Miguel Poveda, entre otros muchos grandísimos intérpretes.

## Ediciones
- I edición. Año 2002. Bodas de Sangre de Antonio Gades. Compañía Andaluza de Danza. Dirección: José Antonio.

- II edición. Año 2003. Yerma. Ballet flamenco de Cristina Hoyos. Dirección: José Carlos Plaza.

- III edición. Año 2004. Los Caminos de Lorca. Centro Andaluz de Danza. Dirección: Pepa Gamboa, con el asesoramiento coreográfico de Cristina Hoyos.

- IV edición. Año 2005.  Diálogo del Amargo. Dirección: Mario Maya.

- V y VII ediciones. Años 2006 y 2008. Romancero Gitano. Ballet Flamenco de Andalucía. Dirección y coreografía: Cristina Hoyos. Dirección escénica: José Carlos Plaza.

- VI y VII ediciones. Años 2007 y 2008. Poeta en Nueva York. Centro Andaluz de Danza. Dirección y coreografía: Blanca Li.[7]

- VIII y IX ediciones. Años 2009 y 2010. Poema del Cante Jondo. En el café de Chinitas. Ballet Flamenco de Andalucía. Dirección escénica: José Carlos Plaza. Dirección coreográfica: Cristina Hoyos.[8]

- X edición. Año 2011. Federico según Lorca. Compañía de Eva Yerbabuena. Coreografía y dirección: Eva Yerbabuena.

- XI edición. Año 2012. Metáfora flamenca / Llanto por Ignacio Sánchez Mejías. Ballet Flamenco de Andalucía. Dirección: Rubén Olmo.

- XII edición. Año 2013. Duende. Teatro de la Zambra. Dirección artística y coreografía: Fuensanta La Moneta y Manuel Liñán.

- XIII edición. Año 2014. En la Memoria del Cante 1922. Ballet Flamenco de Andalucía. Dirección: Rafaela Carrasco.

- XIV edición. Año 2015. Poeta en Nueva York. Compañía Rafael Amargo. Coreografías: Rafael Amargo, con la colaboración escénica de Manuel Segovia. Dirección: Rafael Amargo y Juan Esterlich.

- XV edición. Año 2016. Tierra - Lorca. Cancionero popular. Ballet Flamenco de Andalucía. Dirección: Rafaela Carrasco.

- XVI edición. Año 2017. ¡Oh Cuba! Federico García Lorca. Son flamenco. Seda Producciones. Dramaturgia y dirección: Francisco Ortuño Millán.

- XVII edición. Año 2018. Flamencolorquiano. Ballet Flamenco de Andalucía. Dirección artística: Rafael Estévez, sobre una idea original, y con la coreografía, de Rafael Estévez y Valeriano Paños.

- XVIII edición. Año 2019. Lorca y la Pasión. Un mar de sueños. Compañía Marina Heredia. Idea y dirección: Marina Heredia.[9][10]
- XIX edición. Año 2020. Tesela. Estrella Morente en concierto con la colaboración de Enrique Morente Carbonell y Jalal Chekara // ¡Viva! Compañía Manuel Liñán //  Tempo de luz. Carmen Linares, Arcángel & Marina Heredia, con la participación al baile de Ana Morales y Patricia Guerrero // Carne y hueso. Compañía Eva Yerbabuena.[11][12][13]
- XX edición. Año 2021. El maleficio de la mariposa. Mujeres, danzas y bailes en tiempos de Federico García Lorca. Ballet Flamenco de Andalucía. Dirección artística: Úrsula López. Colaboración especial: Manuel Lombo.[14][15][16]
- XXI edición. Año 2022. JONDO. Del primer llanto, del primer beso. Una coproducción de Eduardo Guerrero & SEDA. Dirección coreográfica: Eduardo Guerrero. Dirección: Sharon Fridman. Dramaturgia: Triana Lorite. Artistas invitadas: Carmen Linares y Pasión Vega.
- XXII edición. Año 2023. Picasso y la danza, un encuentro con Lorca en Granada. Una producción de Mediaevents. Dirección coreográfica: Andrés Marín. Dirección: Carlos Saura Medrano. Dirección musical: Daniel Doura. Artistas invitados: Farruquito, Rocío Molina, Israel Fernández, Rosario La Tremendita, Ana Morales, Manuel Lombo, Antonio Canales y Manuela Carrasco.

## Enlaces de interés
- Web oficial Lorca y Granada en los Jardines del Generalife.

- Datos: Q97276338